# إدوارد كوبر
إدوارد كوبر (بالإنجليزية: Edward Cooper (congressman)) (و. 1873 – 1928 م) هو سياسي، ومحام من الولايات المتحدة الأمريكية .
وهو عضو في الحزب الجمهوري .